# Динчо Вретенаров
Динчо Петров Вретенаров, известен и с псевдонима Кескинов, е български революционер от влашки произход, деец на Вътрешната македонска революционна организация, физически убиец на Тодор Александров.

## Биография
Динчо Вретенаров е роден през 1886 година в Обая, тогава в Османската империя, днес в Гърция.
След 1919 година Динчо Вретенаров участва във възстановяването на ВМРО в Петричко. На 27 август 1921 година заедно с Щерю Влахов убиват петричкия окръжен управител Борис Козлев и околийския началник Никола Кушев, след което стават нелегални. Става околийски войвода в Мелнишко. В края на август 1924 година Щерю Влахов и Динчо Вретенаров изършват убийството на Тодор Александров в Пирин. Основната теза е, че двамата изпълняват поръчение на Алеко Василев и Георги Атанасов, а според други убийството е спонтанен израз на страховете на Щерю Влахов да бъде елиминират без присъда. Щерю Влахов и Динчо Вретенаров изпращат писмо на Серския конгрес, в което заявяват „Убихме Тодор, понеже той искаше нас да убие, както уби нашите достойни другари Стефо, Сърцето и др. Готови сме да се явим пред един конгрес да отговаряме“. По-късно са намерени писма, които двамата са изпратили на Алеко Василев веднага след убийството на Тодор Александров.
След убийството Щерю Влахов и Динчо Вретенаров се укриват в колиба в Препечене до началото на Горноджумайските събития. По това време четата на Щерю Влахов, начело със секретаря му Атанас Джолев се намира в Горна Джумая. Предвождана от Милан Постоларски, четата обгражда Препечене на 15 септември, а Щерю Влахов и Динчо Вретенаров се самоубиват, след което труповете им са изхвърлени в Струма.